# 兵庫県道42号尼崎宝塚線
兵庫県道42号尼崎宝塚線（ひょうごけんどう42ごう あまがさきたからづかせん）は、兵庫県尼崎市から宝塚市を結ぶ県道（主要地方道）である。南側に接続する兵庫県道192号尼崎港崇徳院線とともに尼宝線（あまほうせん、にほうせん）と呼称されている。

## 概要
この道路はもともと阪神電気鉄道系列の宝塚尼崎電気鉄道が尼崎 - 宝塚の鉄道免許を取得して建設し、路盤が完成したものの尼崎市内乗り入れ問題で挫折、その後路盤を舗装してバス専用道として利用されていたが、戦時中に兵庫県によって買収され県道となった。その名残で現在でも阪神バスが尼崎市内と宝塚市内を結ぶ路線を運行している。既存の鉄道から離れた区間を通るため、バスの便数・利用者は多い。
道路は尼崎市内の阪急神戸本線を縦断する陸橋区間（阪急立体工区）と、宝塚市の「福祉センター前」交差点から中国自動車道宝塚IC尼宝線出入口付近の区間（小浜南工区）以外はすべて4車線化が完了し、供用を開始している（ただし宝塚市内は一部2車線のみの供用）。前述の小浜南工区は慢性的な渋滞が発生しているため、ICの出入口を高架化、本線4車線化する工事を行っており、平成30年度供用開始を目標としている。そのほかの工区も令和5年度までに完了する見込みである。

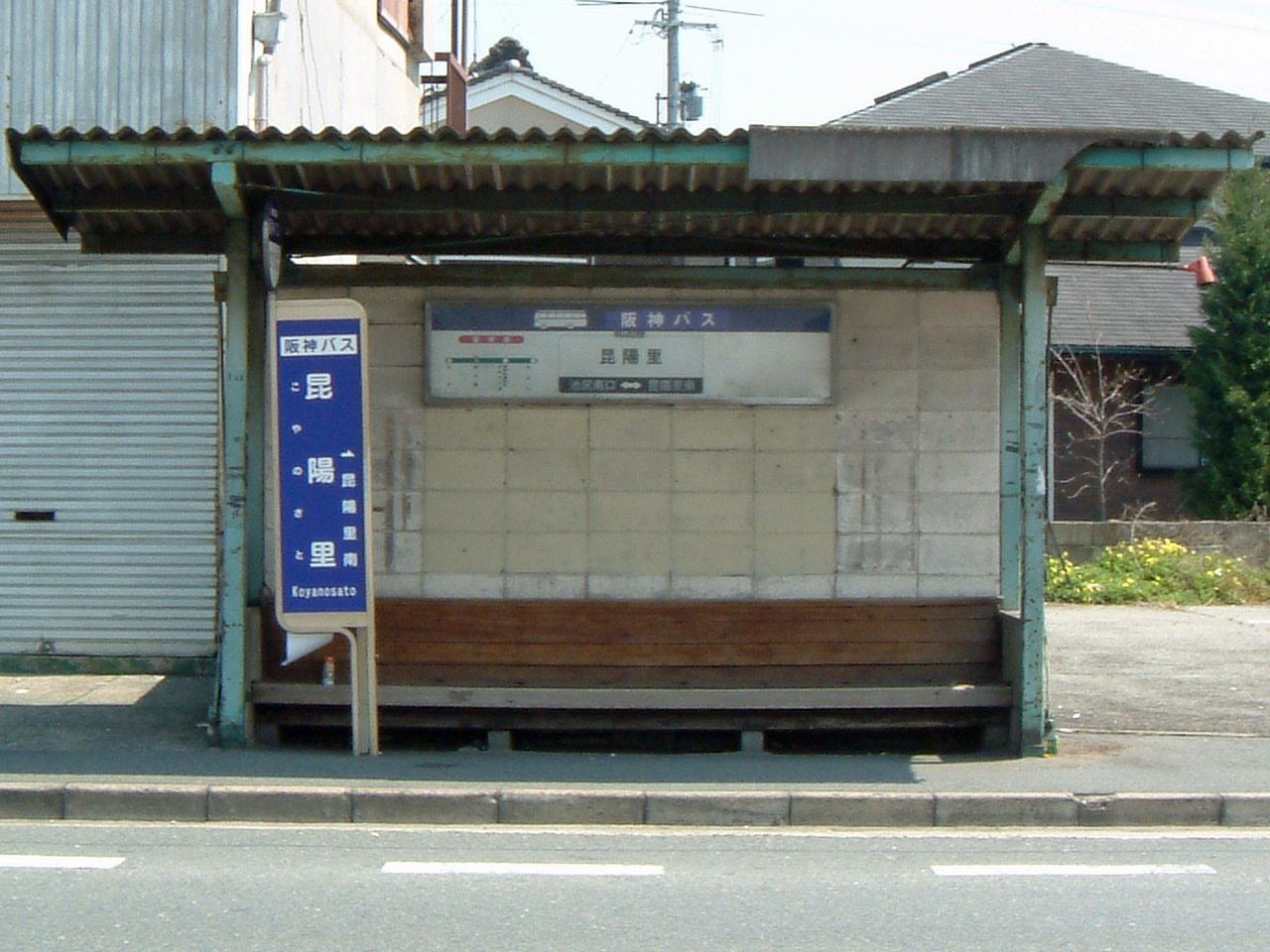
阪神バス 昆陽里バス停（2009年4月6日撮影）

鉄道未成線を流用したため、一部区間ではその痕跡が残る。全体的に直線が多いことに加え、尼崎市内の関西労災病院付近では西側に側道（一部は歩道化された）がある。また同市内の武庫の里2丁目（兵庫県立武庫荘総合高等学校付近）・西昆陽1丁目付近（阪神バス時友停付近）にも、将来の拡幅を見据えて事前に設けられていた側道が見られる（前述の4車線化工事に関連する）。また、阪急神戸本線を乗り越す陸橋（尼崎市南武庫之荘7北交差点 - 武庫之荘2丁目交差点）は前後4車線の中で、ここだけ2車線で比較的ゆるやかな勾配となっており、それを偲ばせる。
この区間を走る阪神バスも、一部停留所では駅名標のような停留所名板が付いた屋根付きの待合所が設けられて、あたかも駅のような雰囲気を醸し出していたが、2017年6月現在で残っているのは西大島（宝塚方面）と小浜のみである。

### 路線データ

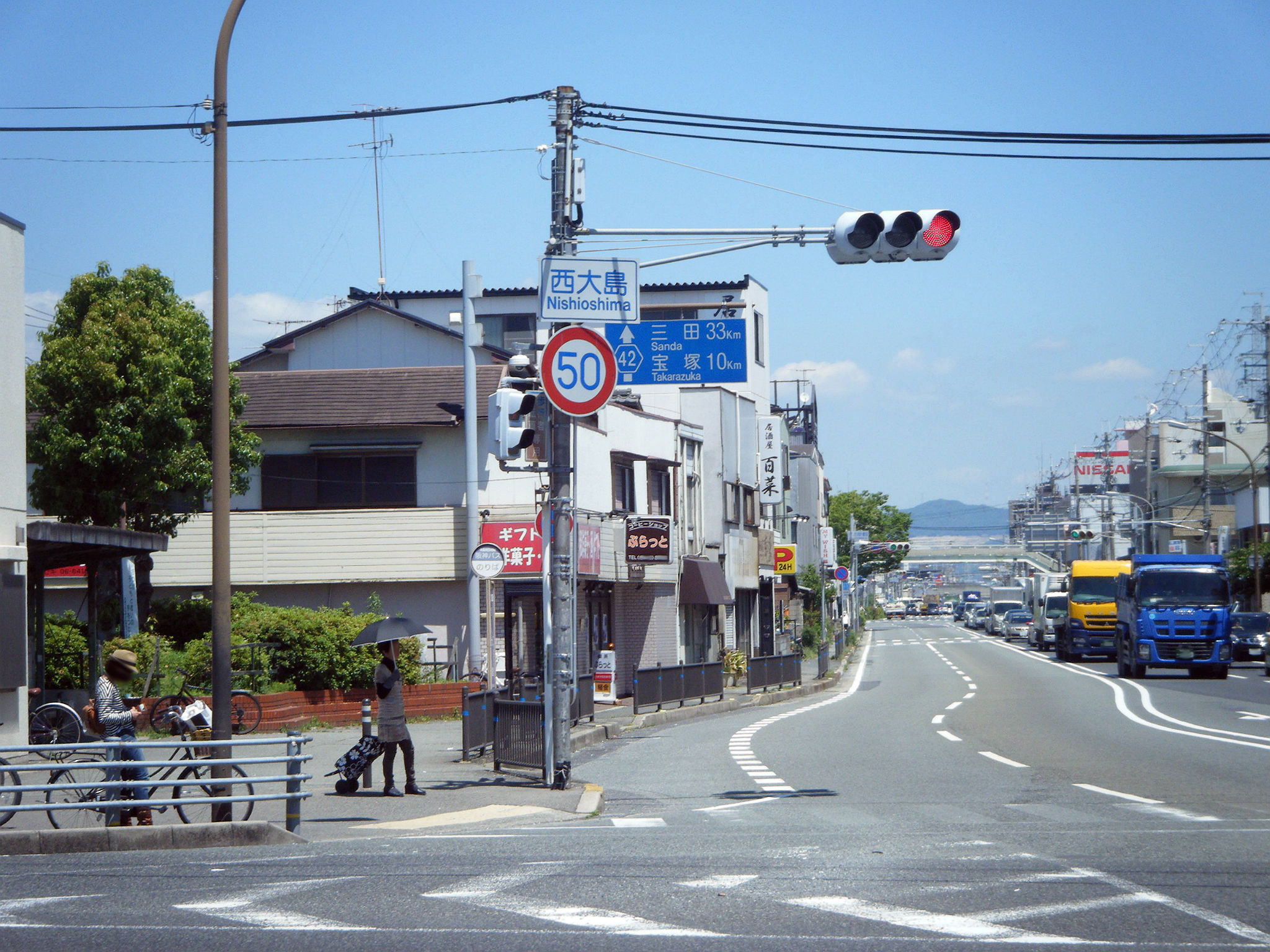
起点となる、西大島交差点

- 起点：尼崎市大庄北三丁目（西大島交差点）
- 終点：宝塚市小浜三丁目（小浜交差点）
- 総延長：約8.844 km

## 歴史
- 1993年（平成5年）5月11日 - 建設省から、県道尼崎宝塚線が尼崎宝塚線として主要地方道に指定される[4]。

## 路線状況

### 交通量
- 28,113台（平日24時間、尼崎市武庫之荘）[5]

## 地理

### 通過する自治体
- 尼崎市
- 伊丹市
- 宝塚市

### 交差する道路
- 国道2号・兵庫県道192号尼崎港崇徳院線（尼崎市大庄北三丁目・西大島交差点、起点）
- 山手幹線（南武庫之荘7交差点）
- 兵庫県道606号西宮豊中線（尼崎市武庫之荘・武庫之荘3西交差点）
- 国道171号（伊丹市寺本・昆陽里交差点）
- 兵庫県道335号中野中筋線（伊丹市西野・西野交差点）
- 中国自動車道宝塚インターチェンジ（宝塚市安倉西・小浜南交差点）
- 国道176号（宝塚市小浜三丁目・小浜交差点、終点）

### 沿線にある施設など
沿線の史跡としては、国道171号（西国街道）と交差する昆陽里（こやのさと）交差点付近に、南北朝時代の武将である高師直が殺された地点とされる「師直塚」がある。また、その北東側、寺本二丁目には行基が建立した昆陽寺がある。
商業施設等をみると、人口密集地帯を走るため沿道には関西スーパー（伊丹市内）、万代、マックスバリュ（尼崎市内）といったスーパー、エディオン、ヤマダデンキ（宝塚市内）といった家電量販店、DCMダイキ（宝塚市内）といったホームセンター、ファミリーレストランやドラッグストアなどが林立している。とりわけ昆陽里交差点付近にはイズミヤ昆陽店を中心に商業施設が集積している。また、伊丹市池尻の三菱電線跡地に、イオン伊丹昆陽ショッピングセンター（現・イオンモール伊丹昆陽）がオープンした。
そのほか、総合病院としては地域有数の規模をもつ、関西労災病院が尼崎市内の沿道に存在する。